# Центробежная камера очистки

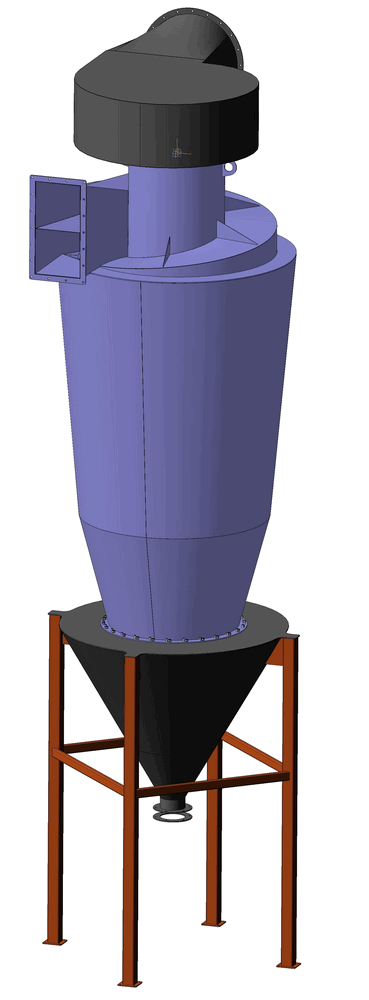
Центробежная камера очистки — ЦКО

Центробежная камера очистки — ЦКО, воздухоочиститель, используемый в промышленности, а также в некоторых моделях пылесосов для очистки газов или жидкостей от взвешенных частиц. Принцип очистки — инерционный (с использованием центробежной силы), а также гравитационный. Центробежные пылеуловители составляют наиболее массовую группу среди всех видов пылеулавливающей аппаратуры и применяются во всех отраслях промышленности.
Собранная пыль может быть в дальнейшем переработана (см. рекуперация (обработка сырья)).

## Принцип действия
Аэровинтовая центробежная камера очистки принципиально отличается от существующего циклона наличием конической винтовой вставки и перфорированной поверхности конусного корпуса, который её охватывает. Во входном тангенциальном патрубке аэросмесь вводится в винтовую вставку. Коническая винтовая вставка, расположенная в перфорированном усечённом конусе, создаёт ограниченное пространство в форме винтового канала — конфузора. При этом очевидно уменьшение площади поперечного сечения по мере движения аэросмеси.
Основным определяющим фактором высокой эффективности и степенью очистки технологического воздушного потока является возможность повышения его скорости внутри винтового конфузора. При ускоренном винтовом движении аэросмеси происходит более интенсивное преобразование энергии давления в кинетическую.
С учётом этого созданы предпосылки для организации управляемых аэроцентробежных полей, обеспечивающих устойчивое движение пылевых частиц по винтовым линиям с уменьшающимся радиусом. При этом достигается наиболее быстрый подвод частиц к перфорированной поверхности с дальнейшим их выводом в пылевой приёмник. В процессе такого движения увеличение окружной скорости аэросмеси на выходе из винтовой вставки может достигать 70 м/с, что приводит к большой концентрации пылевых частиц. При этом сила статического давления уже сравнима с весом частицы и превосходит её. Несомненно, при этом будет происходить агрегирование пылевых частиц, что создаёт дополнительные условия для повышения технологической эффективности очистки.

## Эффективность

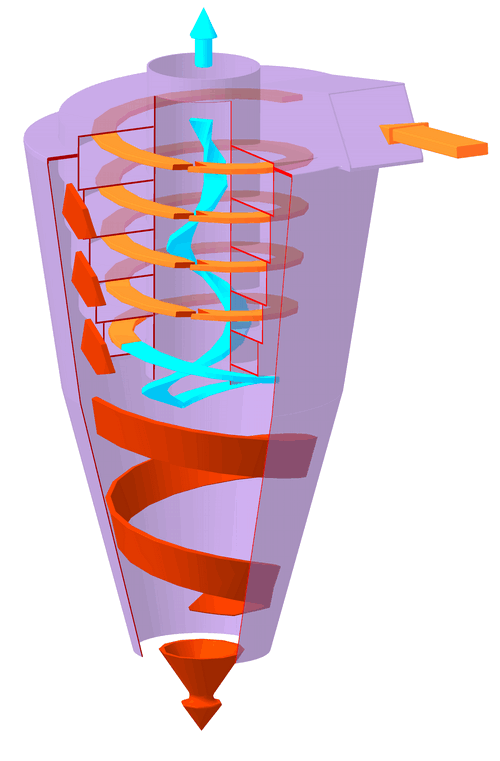
Движение газовых потоков в ЦКО

Степень очистки в Центробежной камере очистки — ЦКО сильно зависит от дисперсного состава частиц пыли в поступающем на очистку газе (чем больше размер частиц, тем эффективнее очистка). Для ЦКО степень очистки может достигать:
| для частиц с условным диаметром от 0,5 микрон | 99,9 % |

C увеличением диаметра ЦКО при увеличении диаметра степень очистки повышается, но увеличивается металлоёмкость и затраты на очистку. При больших объёмах газа и высоких требованиях к очистке газовый поток пропускают параллельно через несколько ЦКО.

## Достоинства и недостатки
Центробежные камеры очистки (ЦКО) — надёжны, высокопроизводительны, могут использоваться для очистки агрессивных и высокотемпературных газов и газовых смесей. Достоинством является низкое и постоянное гидравлическое сопротивление, из за отсутствия сменных фильтров и картриджей. 
Достоинства:
- высокая степень очистки на мелкодисперсных пылях
- возможность очищать высокотемпературные газы
- не имеет сменных фильтров и картриджей
- не требует для работы жидкостей, сжатого воздуха, электроэнергии
- отсутствие залипания масляничного или влажного продукта на стенках ЦКО, в отличие от циклонов и рукавных или картриджных фильтров
- работа от −50 до +1100 градусов Цельсия.

Недостаки:
- небольшая долговечность при очистке газов от большого количества пыли с высокими абразивными свойствами